# Schallleistung
| Schallgrößen |
| --- |
| - Schallauslenkung {\displaystyle \xi } - Schalldruck {\displaystyle p} - Schalldruckpegel {\displaystyle L_{p}} - Schallenergiedichte {\displaystyle E} - Schallenergie {\displaystyle W} - Schallfluss {\displaystyle q} - Schallgeschwindigkeit {\displaystyle c_{\text{S}}} - Schallimpedanz {\displaystyle Z} - Schallintensität {\displaystyle I} - Schallleistung {\displaystyle P_{\text{ak}}} - Schallschnelle {\displaystyle v} - Schallschnelleamplitude {\displaystyle v} - Schallstrahlungsdruck |

Die Schallleistung (Formelzeichen Pak) einer Schallquelle ist eine akustische Größe. Sie bezeichnet die pro Zeitspanne von einer Schallquelle abgegebene Schallenergie. Sie ist eine der Schallenergiegrößen und sie ist eine mechanische Leistung. Ihre Einheit ist Watt (W). Die zugehörige logarithmische Größe ist der Schallleistungspegel (engl. Sound poWer Level oder kurz SWL).
Die Schallleistung beschreibt die Quellstärke eines Schallerzeugers und nicht das Schallfeld. Unter Vernachlässigung von Dämpfungen innerhalb des umgebenden Mediums muss also durch jede geschlossene Hüllfläche um die Schallquelle die gleiche Schallenergie treten, unabhängig von ihrer Form und Entfernung zur Schallquelle.
In der Emissionsmessung ist diese eine wichtige Schallenergiegröße zur Bewertung einer Schallquelle, da die Schallleistung einer Schallquelle im Gegensatz zum Schalldruck, der Schallschnelle und der Schallintensität unabhängig vom Ort der Quelle bzw. des Empfängers ist.
Die Schallimmission an einem Empfangsort kann aus der Schallleistung berechnet werden, wenn die Schallleistung der an diesem Ort relevanten Schallquellen, deren Abstand vom Empfangsort und deren Abstrahlcharakteristik bekannt sind. So ist es bei Kenntnis der Schallleistungen der Einzelkomponenten z. B. möglich, die Lärmbelastung des Bedienpersonals einer Maschine oder Anlage schon vor deren Fertigstellung zu bestimmen und eventuell nötige Lärmschutzmaßnahmen einzuleiten.

## Definition
Ist eine gedachte Hüllfläche A so gewählt, dass die Schallintensität auf der Hüllfläche gleichmäßig verteilt ist und jeweils senkrecht zur Hüllfläche ausgerichtet ist, erhält man die Schallleistung als Produkt aus der Schallintensität I und der Fläche A bzw. als Produkt von Schalldruck p, Schallschnelle v und der durchschallten Fläche A:
{\displaystyle P_{\text{ak}}=I\cdot A=p\cdot v\cdot A}
Die Schallleistung lässt sich auch aus dem Integral der Schallintensität I über eine durchschallte Fläche A bzw. aus dem Integral über das Produkt von Schalldruck p und Schallschnelle v über eine durchschallte Fläche A bestimmen, wobei für jedes Flächenstück nur die senkrecht zur Fläche gerichteten Anteile von Schallintensität bzw. Schallschnelle einen Einfluss auf die Bestimmung der Schallleistung haben.

Mathematisch entspricht dieser Zusammenhang dem Skalarprodukt eines Schallintensitäts- bzw. Schallschnelle-Vektors mit einem Flächenvektor, wobei der Flächenvektor senkrecht zum jeweiligen Flächenstück ausgerichtet ist.
{\displaystyle P_{\text{ak}}=\int {\vec {I}}\cdot {\overrightarrow {\mathrm {d} A}}=\int p\cdot {\vec {v}}\cdot {\overrightarrow {\mathrm {d} A}}\,}

## Schallleistungspegel
Gebräuchlicher als die Angabe einer Schallleistung ist es, den Schallleistungspegel LW in Dezibel (dB) anzugeben:
{\displaystyle L_{\text{W}}=10\lg \left({\frac {P_{\text{ak}}}{P_{0}}}\right)\,\mathrm {dB} }
mit dem für Luftschall genormten Bezugswert P0 = 10−12 W.
Der Schallleistungspegel beschreibt die Schallemission einer Schallquelle objektiv, d. h. ohne eine Abhängigkeit von der Entfernung zwischen Quelle und Hörer oder den akustischen Verhältnissen des Raumes, in welchem sich diese Quelle befindet. Der Schallleistungspegel entspricht zahlenmäßig dem Schalldruckpegel, der auf einer Kugel mit einem Quadratmeter Oberfläche gemessen würde, wenn die Schallquelle punktförmig im Zentrum dieser Kugel wäre. Die Schall-Leistung ist die Ursache, die Wahrnehmung (der Schall-Druck) entspricht der Wirkung. Das ist unmittelbar vergleichbar mit der elektrischen Leistung eines Leuchtmittels: Die Leistung einer 60-Watt-Glühlampe ändert sich nicht, wenn sie aus größerer Entfernung betrachtet wird, oder wenn sie in einem hellen statt einem dunklen Raum scheint. Eine Schallquelle strahlt zunächst einmal nur Direktschall ab. Befindet sich die Quelle in einem Innenraum, wird der Schall an den Wänden zum Teil absorbiert. Der nicht absorbierte Teil wird reflektiert und trägt zum Hörerlebnis bei. Wie groß der Anteil des absorbierten Schalls ist, wird durch die äquivalente Absorptionsfläche des Raumes angegeben.
Diese Größe wird mit {\displaystyle A} bezeichnet und kann mit der Sabineschen Formel berechnet werden:
{\displaystyle A={\frac {V\cdot k}{T_{60}}}}.
Dabei ist {\displaystyle V} das Raumvolumen in Kubikmetern, {\displaystyle k} die Sabinesche Konstante und {\displaystyle T_{60}} die Nachhallzeit des Raumes in Sekunden. Wenn der Empfänger (Hörer, Mikrofon) weit genug von der Quelle entfernt ist, wird nur der Nachhall wahrgenommen, der Direktschall kann vernachlässigt werden. Die Entfernung, ab der dies erfolgt, heißt Mindestmikrofonabstand.
Dieser wird mit der Formel
{\displaystyle r_{\text{M}}={\sqrt {\frac {A}{2\cdot \pi }}}} berechnet.
Die Formel für den Nachhall lautet
{\displaystyle L_{\text{p,hal}}=L_{\text{W}}+10\lg \left({\frac {4}{A}}\right)}.
Daraus lässt sich durch einfaches Umformen die Formel für den Schallleistungspegel ableiten:
{\displaystyle L_{\text{W}}=L_{\text{p,hal}}-10\lg \left({\frac {4}{A}}\right)}.
Wenn ein Raum groß genug ist und eine hinreichende Nachhallzeit besitzt, kann durch eine Schalldruckmessung (im Abstand {\displaystyle \geq r_{\text{M}}}) der Schallleistungspegel bestimmt werden.

## Messung

### Allgemeines
Soll (z. B. für Emissionsmessungen) die von einer Schallquelle abgegebene Schallleistung bestimmt werden, so wird die Fläche A so gewählt, dass die gesamte Schallquelle umhüllt wird und auf dieser Hüllfläche das Schallfeld gemessen wird. Hierbei spielt es keine Rolle, in welchem Abstand von der Schallquelle sich diese Hüllfläche befindet. (In höchst seltenen Einzelfällen wird auch die von einem Schallempfänger aufgenommenen Schallleistung bestimmt; dann wird die Fläche A so gewählt, dass alle Wege zum Empfänger erfasst sind, beim Ohr z. B. die Gehörgangsfläche.)
Zur Messung der abgestrahlten Schallleistung einer Schallquelle gibt es mehrere Messverfahren:
- Messung im reflexionsarmen Raum mit allseitig reflexionsarmer Auskleidung: Messungen über die gesamte Umhüllende der Schallquelle, (nur möglich bei hängenden Schallquellen).
- Messung im reflexionsarmen Halbraum (fester, schallharter Boden, reflexionsarme Wände): Messungen über eine Umhüllende oberhalb des Bodens (z. B. bei schweren Schallquellen).
- Messungen im Hallraum: Da sich hier ein Diffusfeld ausbildet, in dem idealerweise überall der gleiche Schalldruck herrscht, kann nach einer Kalibrierung des Raumes (mit einer Quelle bekannter Schallleistung oder durch Messung der Nachhallzeit) theoretisch aus einer einzigen Schalldruckmessung die Schallleistung der Schallquelle bestimmt werden.
- In beliebiger Umgebung mit Fremdschall oder Reflexionen: hier muss zur Bestimmung der Schallleistung die durch eine Hüllfläche um die Quelle tretende Schallintensität gemessen werden. Diese Messung erfasst sowohl den nach außen abgestrahlten Schall, als auch den durch das umhüllte Volumen durchstrahlenden Störschall. Dieser kann somit eliminiert werden.

Zur Messung der Schallleistung können somit Schallintensitätssonden oder Mikrofone (die eigentlich ja Schalldruckempfänger sind) verwendet werden. Mikrofone liefern jedoch nur dann ein richtiges Ergebnis, wenn der Schall überall senkrecht durch die Hüllfläche tritt und kein Störschall vorhanden ist.
Meistens wird die emittierte Schallleistung in Form des Schallleistungspegels angegeben.
Die emittierte Schallleistung einer Schallquelle ist ortsunabhängig und raumunabhängig. Sie ist für alle Entfernungen von der Schallquelle gleich. Die Angabe einer Entfernung stiftet hier nur Verwirrung. Häufig wird der ortsunabhängige Schallleistungspegel mit dem ortsabhängigen Schalldruckpegel (SPL) verwechselt, weil beide Pegel in dB ausgedrückt werden.

### Bestimmung aus Schalldruckmessungen nach DIN EN ISO 3746:2011-03
Ausgangspunkt ist die Messung der Schalldruckpegel auf festgelegten Positionen einer Hüllfläche. Details zu diesen Positionen finden sich in der genannten Norm oder in einer passenden Produktnorm.
Ausgangspunkt sind {\displaystyle N_{\text{M}}} Messungen mit den zeitgemittelten A-bewerteten Schalldruckpegeln {\displaystyle L'_{p{\text{A}}j{\text{(ST)}}}}, aus denen der Mittelwert
{\displaystyle {\overline {L'_{p{\text{A(ST)}}}}}=10\lg \left({\frac {1}{N_{\text{M}}}}\sum _{j=1}^{N_{\text{M}}}10^{0{,}1L'_{p{\text{A}}j{\text{(ST)}}}}\right)}
bestimmt wird. Als Korrekturfaktoren nennt die Norm den Fremdgeräuschkorrekturfaktor {\displaystyle K_{\text{1A}}} und den Einfluss der Messumgebung {\displaystyle K_{\text{2A}}} mit denen sich Messflächenschalldruckpegel nach {\displaystyle {\overline {L_{p{\text{A}}}}}={\overline {L'_{p{\text{A(ST)}}}}}-K_{\text{1A}}-K_{\text{2A}}} berechnen lässt.
Der Schallleistungspegel ist damit
{\displaystyle L_{W{\text{A}}}={\overline {L_{p{\text{A}}}}}+10\lg \left({\frac {S}{S_{0}}}\right)\mathrm {dB} }
mit
{\displaystyle S_{0}=1\,\mathrm {m} ^{2}}.
Mit {\displaystyle {\overline {L_{p{\text{A}}}}}=10\lg {\frac {p_{\text{A}}}{p_{0}}}} erhält man {\displaystyle L_{W{\text{A}}}=10\lg {\frac {p_{\text{A}}}{p_{0}}}\cdot {\frac {S}{S_{0}}}}. Also ist bei gleichem mittlerem Schalldruck die Schallleistung größer, wenn der Schalldruck über eine größere Fläche gemessen wurde.

## Tabelle: Schallleistung und Schallleistungspegel diverser Schallquellen
| Situation und Schallquelle            | Schallleistung Pak Watt | Schallleistungs- pegel Lw dB re 10−12 Watt |
| ------------------------------------- | ----------------------- | ------------------------------------------ |
| Raketentriebwerk                      | 1.000.000 W             | 180 dB                                     |
| Strahltriebwerk                       | 10.000 W                | 160 dB                                     |
| Sirene                                | 1.000 W                 | 150 dB                                     |
| Schiffsdieselmotor                    | 100 W                   | 140 dB                                     |
| Maschinengewehr                       | 10 W                    | 130 dB                                     |
| Presslufthammer                       | 1 W                     | 120 dB                                     |
| Bagger, Trompete                      | 0,3 W                   | 115 dB                                     |
| Kettensäge mit Verbrennungsmotor      | 0,1 W                   | 110 dB                                     |
| Hubschrauber                          | 0,01 W                  | 100 dB                                     |
| laute Sprache, lebhafte Kinder        | 0,001 W                 | 90 dB                                      |
| Unterhaltungssprache, Schreibmaschine | 10−5 W                  | 70 dB                                      |
| Kühlschrank                           | 10−7 W                  | 50 dB                                      |

## Schallleistung bei ebenen Schallwellen
Zwischen der Schallleistung bei ebenen fortschreitenden Schallwellen und anderen wichtigen akustischen Größen besteht folgender Zusammenhang:
{\displaystyle {\frac {{\text{d}}P_{\text{ak}}}{{\text{d}}A}}=I=\xi ^{2}\omega ^{2}Z=v^{2}Z={\dfrac {p^{2}}{Z}}=v\,p=E\,c}
Hierbei ist:
| Symbol                                                           | Einheiten | Bedeutung                                            |
| ---------------------------------------------------------------- | --------- | ---------------------------------------------------- |
| {\displaystyle {\frac {{\text{d}}P_{\text{ak}}}{{\text{d}}A}}=I} | W/m2      | Schallleistung pro Flächenelement (Schallintensität) |
| ξ                                                                | m, Meter  | Schallauslenkung                                     |
| {\displaystyle \omega } = 2 · {\displaystyle \pi } · f           | rad/s     | Kreisfrequenz                                        |
| Z = c · ρ                                                        | N·s/m3    | Schallkennimpedanz, Akustische Feldimpedanz          |
| v                                                                | m/s       | Schallschnelle                                       |
| ρ                                                                | kg/m3     | Luftdichte, Dichte der Luft (des Mediums)            |
| p                                                                | Pascal    | Schalldruck                                          |
| f                                                                | Hertz     | Frequenz                                             |
| c                                                                | m/s       | Schallgeschwindigkeit                                |
| E                                                                | W·s/m3    | Schallenergiedichte                                  |